# Яновский, Василий Иванович
Васи́лий Ива́нович Яно́вский (1828—1907) — генерал от инфантерии, командир 7-го армейского корпуса, член Военного совета Российской империи.

## Биография
Происходил из малороссийских дворян Херсонской губернии, имевших польские корни, православный, родился 11 мая 1828 года.
Образование получил в Ришельевском лицее. Службу начал 9 мая 1849 года унтер-офицером в Кирасирском Её Императорскаго Высочества Великой Княжны Елены Павловны полку. В корнеты произведён 21 июня 1850 года.
В 1852 году в чине поручика (старшинство с 22 июня 1852 года) поступил в Николаевскую академию Генерального штаба. По окончании курса в 1854 году, 31 мая за успехи в науках был произведён в штабс-ротмистры, с назначением в штаб главнокомандующего Гвардейским и Гренадерским корпусами. 18 декабря 1855 года получил должность старшего адъютанта по части Генерального штаба в штабе гвардейской пехоты. В 1861 году произведён в капитаны (со старшинством от 30 августа 1858 года); в 1862 году с 25 июня по 4 сентября состоял в должности дивизионного квартирмейстера 3-й гвардейской пехотной дивизии, а в начале 1863 года был командирован и распоряжение начальника Варшавского гвардейского отряда и с 5 февраля до 8 сентября исполнял должность начальника его штаба; здесь он принимал участие в подавлении восстания в Польше. 5 октября того же года назначен исправляющим должность начальника штаба 3-й гвардейской пехотной дивизии; 19 апреля 1864 года произведен в полковники и утверждён в должности.
27 мая 1866 года Яновский был назначен командиром 143-го пехотного Дорогобужского полка. 21 июля 1866 года в Париже женился на Марии-Луизе-Елене Фантен-Латур (1837—1901), сестре художника Анри Фантен-Латура. 30 марта 1870 года назначен помощником начальника штаба Финляндского военного округа. 23 августа 1871 года переведён в Санкт-Петербург, где занял должность начальника отделения Главного штаба.
16 апреля 1872 года, за отличие по службе, произведён в генерал-майоры и 30 августа 1873 года назначен командиром 2-й бригады 13-й пехотной дивизии. С 1 ноября 1876 был начальником штаба 7-го армейского корпуса. Во время русско-турецкой войны 1877—1878 года находился в составе войск, назначенных на охрану побережья Чёрного моря. 31 марта 1881 года получил в командование 38-ю пехотную дивизию и 30 августа 1881 года был произведён в генерал-лейтенанты.
В 1885 году был командирован на Кавказ для временного командования 1-м Кавказским армейским корпусом (с 21 июля по 18 сентября), а 7 февраля 1886 года переведен туда на постоянную службу — окружным интендантом Кавказского военного округа.
По возвращении с Кавказа Яновский с 22 июня 1891 года командовал 7-м армейским корпусом и с 14 марта 1895 года состоял в должности помощника командующего войсками Виленского военного округа. В генералы от инфантерии произведён 6 декабря 1895 года. 7 марта 1898 года назначен Военного совета.
3 января 1906 года уволен от службы с предоставлением ему права носить форму одежды, присвоенную состоящим на действительной службе.
Скончался 9 сентября 1907 года, похоронен на Свято-Троицком кладбище в Ораниенбауме.

## Награды
Среди прочих наград Яновский имел ордена:
- Орден Святого Станислава 3-й степени (1856 год)
- Орден Святого Станислава 2-й степени с императорской короной и мечами (1863 год)
- Орден Святой Анны 2-й степени (1865 год, императорская корона к этому ордену пожалована в 1868 году)
- Орден Святого Владимира 4-й степени (1870 год)
- Орден Святого Владимира 3-й степени (1875 год)
- Орден Святого Станислава 1-й степени (1878 год)
- Орден Святой Анны 1-й степени (1883 год)
- Орден Святого Владимира 2-й степени (1889 год)
- Орден Белого орла (30 августа 1894 года)
- Орден Святого Александра Невского (6 декабря 1898 года, алмазные знаки к этому ордену пожалованы 21 июля 1900 года)
- Орден Святого Владимира 1-й степени (6 декабря 1904 года)